# Richmond (Massachusetts)
Pour les articles homonymes, voir Richmond.
Richmond est une ville du Comté de Berkshire dans l’État du Massachusetts.
Elle a été incorporée en 1765.
Sa population était de 1 407 habitants en 2020.